# Anton Biersack (Eishockeyspieler)
Anton “Toni” Biersack (* 14. Juli 1927 in Garmisch; † 30. März 2007 in Garmisch-Partenkirchen) war ein deutscher Eishockeyspieler.

## Karriere
Von 1948 bis 1959 spielte er, hauptsächlich als Verteidiger, aber auch als Stürmer, in der 1. Mannschaft des SC Riessersee, mit dem er 1950 Deutscher Meister wurde. 1959 wechselte er nach Nürnberg zur SG Nürnberg, mit der er zweimal in die Eishockey-Bundesliga aufstieg. Dort spielte er bis 1962, bevor er seine Karriere als Spielertrainer beim EHC Ehrwald in Tirol beendete.
Als Mitglied der Nationalmannschaft gewann er bei der  Eishockey-Weltmeisterschaft 1953 Silber und wurde 1954 Fünfter. Bei den Olympischen Winterspielen 1956 erreichte er mit dem nominell gesamtdeutschen Eishockeyteam, das nur aus westdeutschen Spielern bestand, den sechsten Platz.
1989 wurde er in die Hall of Fame Deutschlands aufgenommen.